# 竹林镇
竹林镇，是中华人民共和国河南省郑州市巩义市下辖的一个乡镇级行政单位。

## 行政区划
竹林镇下辖以下地区：
竹林街社区、镇东街社区、镇北街社区、顺河街社区、长寿山社区、镇西街社区和石鼓街社区。